# كين وودز
كين وودز (بالإنجليزية: Ken Woods)‏ هو لاعب بولينغ أسترالي، ولد في 30 يوليو 1942.